# 金卫东站

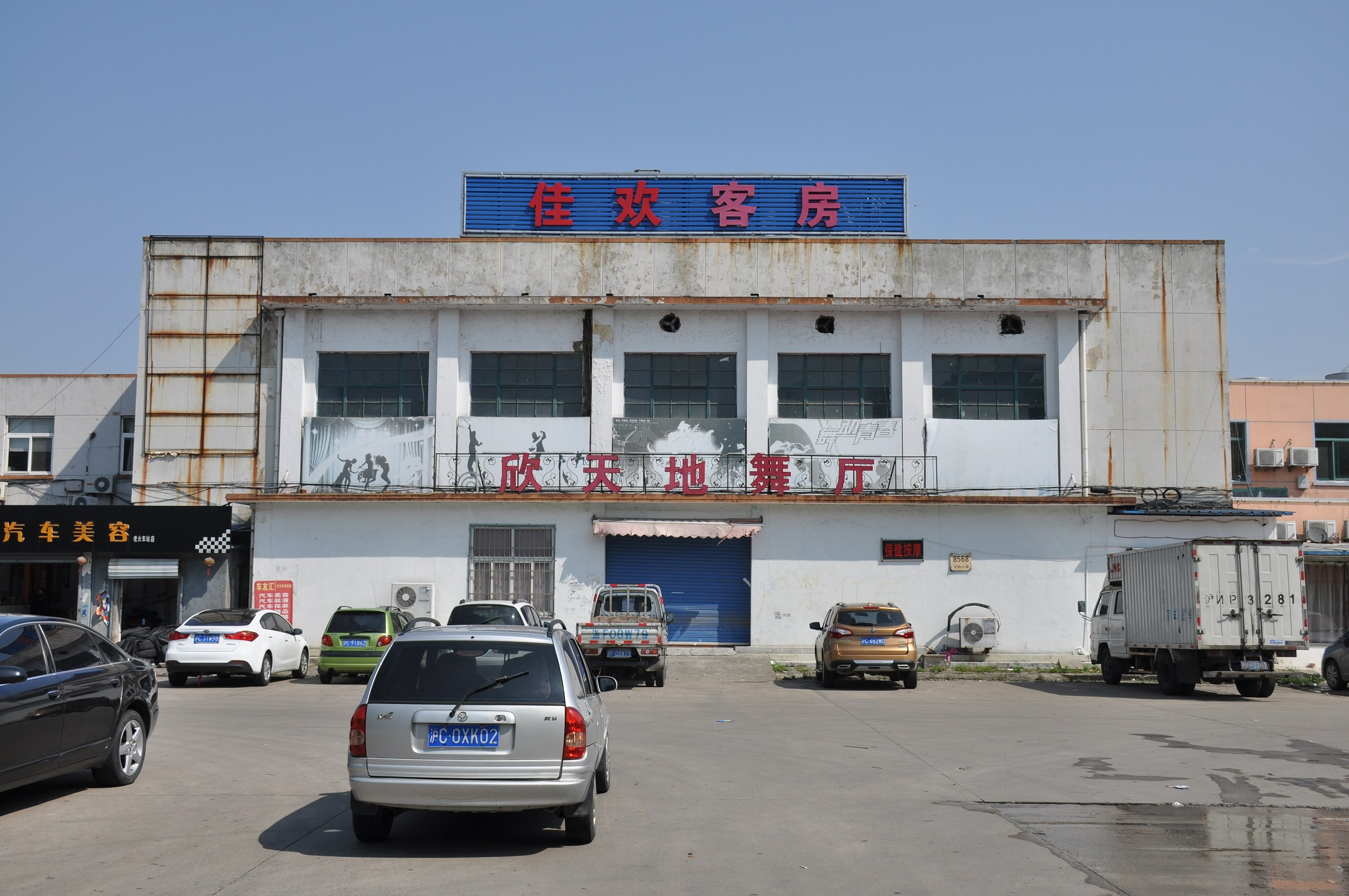
金卫东站候车大楼旧址

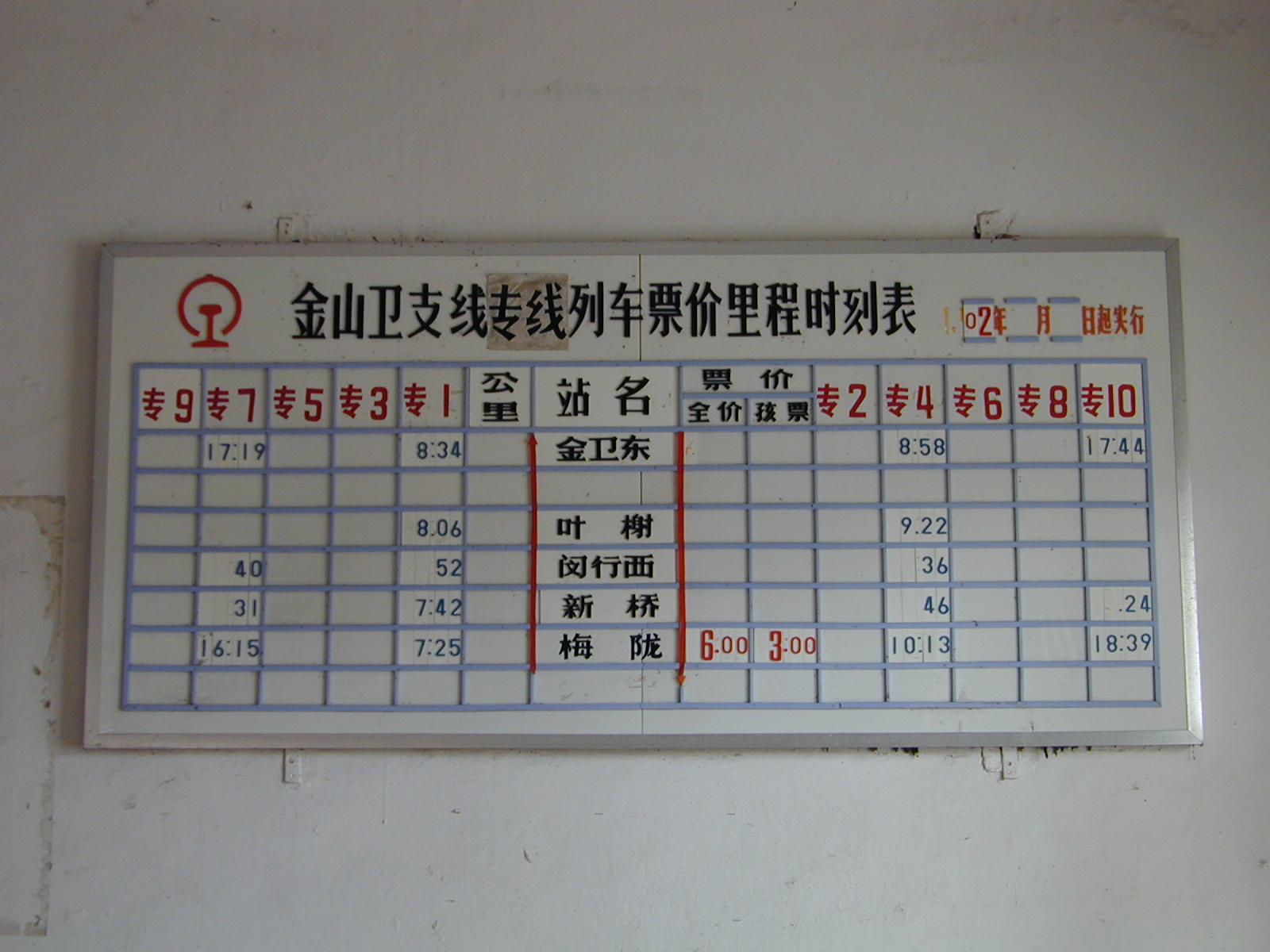
2003年6月18日的金山支线列车时刻表

金山卫东站又名金卫东站，位于中国上海市金山区沪杭公路石化汽车站西侧，为金山铁路上的一个车站，于1975年9月11日建成启用，该站曾有数对往来上海市区长宁火车站客运列车，后改为停靠上海南站，为石化地区市民往来上海市区的主要交通工具，后因公路交通逐渐完善，周边高速公路网逐渐发达，客流转向公共交通出行，该站客运功能逐渐萎缩。
2002年时，该站尚有往来上海南站的专1、专4、专5、专8、专9、专2、专7、专10次共四对列车运行，2002年9月28日起，列车停止运营。
2002年10月21日，原上海南站到发的4对市郊列车转到属临时性质的梅陇站办理客运
至2003年6月18日，4对来往于梅陇站和金卫东站的市郊列车仅剩2对（专1、专4、专7、专10）。